# المركز العسكري لنقل الدم
المركز العسكري لنقل الدم (بالفرنسية: Centre militaire de transfusion sanguine)‏ هي مؤسسة عمومية تونسية ذات طابع صناعي وتجاري مكلف بجمع وتحضير وتأهيل وتوزيع المنتجات الدموية (دم، بلازما، صفائح دموية) في تونس بهدف نقل الدم.

## المهام
تتمتل مهام المركز العسكري لنقل الدم في:
- حاجيات العسكريين، والمدنيين عند الاقتضاء، من الدم ومشتقاته.
- جمع الدم، تحليله، استخراج مشتقاته وتزويد المنشآت الاستشفائية بها.
- توفير مخزون قار من مشتقات الدم الثابتة.
- التحسيس بالتبرع بالدم.
- المداواة بواسطة نقل الدم.
- التدريس والرسكلة لفائدة إطاراته والمشاركة في تكوين التلامذة والمتربصين التابعين لمختلف المؤسسات التعليمية العسكرية والمدنية.
- البحث العلمي في مجال نقل الدم.

يساهم المركز العسكري لنقل الدم في تحقيق الاكتفاء الذاتي من الدم ومشتقاته إذ يوفر ربع الإنتاج الوطني في هذا المجال، وهو المركز الوحيد في تونس الذي ينتج مادة الألبومين البشرية (20 %) وتمثل طاقة إنتاجه الحالية من هذه المادة حوالي ثلث حاجيات البلاد.

## الأقسام والخدمات
يتكون هذا المركز من الأقسام التالية:
- قسم جمع الدم.
- قسم توزيع الدم.
- قسم الدمويات المناعية.
- قسم الأمصال الجرثومية والفيروسية.
- قسم إنتاج مشتقات الدم الثابتة (الألبومين البشرية).
- قسم ضمان الجودة.

## مقالات ذات صلة
- الجيش الوطني التونسي
- وزارة الدفاع الوطني (تونس)

## روابط خارجية
- صفحة المركز العسكري لنقل الدم على موقع وزارة الدفاع التونسية.